# Hildrun Claus
Hildrun Claus (née le 13 mai 1939 à Dresde) est une athlète allemande spécialiste du saut en longueur, ancienne détentrice du record du monde.

## Carrière
Elle s'illustre dès l'année 1957 en remportant le titre sénior des Championnats d'Allemagne de l'Est.
Le 7 août 1960 à Erfurt, Hildrun Claus établit un nouveau record du monde de la discipline avec 6,40 m, améliorant de cinq centimètres la précédente meilleure marque mondiale de la Polonaise Elzbieta Krzesinska datant de 1956. Elle participe aux Jeux olympiques de Rome sous les couleurs de l'équipe unifiée d'Allemagne et remporte la médaille de bronze du saut en longueur avec un saut à 6,21 m. Le 23 juin 1961, Claus améliore son propre record du monde en réalisant 6,42 m lors du meeting de Berlin.
Elle est mariée depuis 1962 avec le perchiste Peter Laufer.

## Palmarès
| Date | Compétition           | Lieu     | Résultat | Marque |
| ---- | --------------------- | -------- | -------- | ------ |
| 1960 | Jeux olympiques       | Rome     | 3e       | 6,21 m |
| 1962 | Championnats d'Europe | Belgrade | 6e       | 6,12 m |
| 1964 | Jeux olympiques       | Tokyo    | 7e       |        |